# Милош Белмужевић
Милош Белмужевић (ум. крајем 1500. године) је био српски великаш из 15. века. Истакао у рату деспота Ђурђа Бранковића против Венеције. Био је и последњи војвода Србије у Зети. У време деспота Лазара Бранковића Милош Белмужевић је био и заповедник Сребренице (1457), све до пада града у руке краља Стефана Томаша, 1458. године. У времену између јануара и октобра 1458. године деспотица Јелена и њен муж деспот Стефан Томашевић одузели су му село Пакларе у Усори. Године 1464. Дубровник му је дозволио да се склони на њихову територију, у Стон, што он није искористио јер се помиње у османском дефтеру за Смедеревски санџак из 1476. као хришћанин-спахија чији је тимар био трг Јагодина са приходом од 8 583 акче. Милош Белмужевић је прешао, највероватније, 1480. или 1481. године у Краљевину Угарску након продора угарског капетана Доњих Крајева Павла Кинижа у Смедеревски санџак. Према писмима угарског краља Матије Корвина тада је прешло око 110 000 Срба преко Дунава и населило се у угарском Банату. Брзо је постао заповедник дела коњице угарског краља Матије Корвина. Милош Белмужевић се први пут помиње у угарским повељама 21. децембра 1483. када му је краљ Матија Корвин дао поседе Мајшу и Познаду у Тамишкој жупанији. За своје ратне заслуге добио је поседе у Угарској, у Њитранској жупанији чије је седиште било у Шаштину, односно Шашвару. За помоћ током борбе против немачког цара Фридриха III Хабзбуршког и пољског краља добио је поседе у Тамишкој жупанији и титулу егрегијуса.
Учествовао је у Глоговском рату као командант једног одреда Срба у саставу угарске војске 1488. године и том приликом је рањен. Био је ожењен Вероником, која га је надживела. Синови Вук и Марко умрли су пре њега. У последњој бици коју је водио против Турака, Белмужевић је 1500. године био смртно рањен. Написао је опоруку, којом је, у присуству калуђера Тимотија из Хиландара, имања доделио кћерци Милици, која је у то време још увек била малолетна. Умро је крајем 1500. године у Угарској.